# Ібрагім Туре
Ібрагі́м Туре́ (фр. Ibrahim Touré, нар. 27 вересня 1985, Буаке — пом. 19 червня 2014, Манчестер) — івуарійський футболіст, що грав на позиції нападника. Молодший брат двох відомих футболістів збірної Кот-д'Івуару — Коло Туре та Яя Туре.

## Ігрова кар'єра
Народився 27 вересня 1985 року в місті Буаке.
Виступав за івуарійські молодіжні клуби — «Тумоді» та «АСЕК Мімозас». З 2003 по 2006 рік перебував на контракті у донецького «Металурга», але в команді так і не зіграв. Навесні 2006 року був на перегляді в грецькому «Олімпіакосі» з міста Пірей. У червні того ж року пройшов перегляд у французькому клубі «Ніцца», після чого підписав з ним контракт. В команді провів рік, але також не зіграв жодного матчу.
На початку 2009 року перейшов у сирійський «Аль-Іттіхад» з міста Алеппо, де провів півтора року. 
Влітку 2010 року став гравцем єгипетського клубу «Міср-Ель-Макаса» з міста Ель-Фаюм. У складі команди провів 8 матчів та забив 2 голи. 2012 року виступав на правах оренди за «Телефонат», за який зіграв 2 матчі. 2013 року на правах оренди грав за лівійський «Аль-Наср» з Бенгазі. 
У вересні 2013 року перейшов в ліванський клуб «Аль-Сафа» з Бейрута. Разом з командою виграв Суперкубок Лівану 2013. В чемпіонаті Лівану провів 10 матчів та забив 6 м'ячів.
19 червня 2014 року помер від раку у віці 28 років в місті Манчестер.